# Nuzvid
Nuzvid là một thành phố và khu đô thị của huyện Krishna thuộc bang Andhra Pradesh, Ấn Độ.

## Địa lý
Nuzvid có vị trí 16°47′B 80°51′Đ / 16,78°B 80,85°Đ Nó có độ cao trung bình là 88 mét (288 feet).

## Nhân khẩu
Theo điều tra dân số năm 2001 của Ấn Độ, Nuzvid có dân số 50.338 người. Phái nam chiếm 51% tổng số dân và phái nữ chiếm 49%. Nuzvid có tỷ lệ 69% biết đọc biết viết, cao hơn tỷ lệ trung bình toàn quốc là 59,5%: tỷ lệ cho phái nam là 74%, và tỷ lệ cho phái nữ là 63%. Tại Nuzvid, 11% dân số nhỏ hơn 6 tuổi.